# Ralf Bernd Herden
Ralf Bernd Herden (* 1960 in Lahr/Schwarzwald) ist ein deutscher Sachbuchautor und ehemaliger Bürgermeister von Bad Rippoldsau-Schapbach (Baden-Württemberg).

## Leben
Ralf Bernd Herden studierte an der Universität Freiburg Rechtswissenschaften, unter anderem Staats- und Verfassungsrecht bei Paul Feuchte, öffentliches Recht und Verwaltungsrecht bei Martin Bullinger, Erbrecht, Rechtsgeschichte und geschichtliche Rechtsvergleichung bei Detlef Liebs sowie Kirchenrecht und kirchliche Rechtsgeschichte bei Alexander Hollerbach und Oberkirchenrat Günther Wendt.
1991 und 1999 wurde er zum Bürgermeister der Gemeinde Bad Rippoldsau-Schapbach gewählt. Bei der Wahl 2007 kandidierte er wieder, zog aber seine Bewerbung vor dem zweiten Wahlgang zurück. Herden war von 1998 bis 2009 Mitglied des Kreistages des Landkreises Freudenstadt und von 2004 bis 2009 einer stellvertretender Kreistagsvorsitzender. Herden ist seit 1998 Lehrbeauftragter an der Hochschule Kehl. Er war Mitglied im Kreisfeuerwehrverbandsausschuss Freudenstadt (1996–2007) und stellvertretender DRK-Kreisvorsitzender (1996–2007). Von 2007 bis 2010 war Herden Kreisgeschäftsführer des DRK-Kreisverbandes Freudenstadt sowie Fachberater beim THW-Ortsverband Freudenstadt. Zum 30. September 2010 hat Herden den DRK-Kreisverband Freudenstadt verlassen, um als Jurist, Autor und Dozent freiberuflich tätig zu werden. Er ist ehrenamtlicher Justitiar des DRK-Kreisverbandes Ortenau (frühere Kreisverbände Lahr und Offenburg) im Badischen Roten Kreuz. Herden ist seit Oktober 2015 Vizepräsident des Eigenheimerverbands Deutschland und seit Oktober 2016 Mitglied des Präsidiums, seit März 2017 Justitiar der Deutschen Gartenbau Gesellschaft von 1822.
Herden engagierte sich bei der Entwicklung wissenschaftlicher Lehrprogramme bei der Bundesleitung des Technischen Hilfswerkes (THW), deren Herausgeber er auch ist. Er ist Mitglied der Freimaurerloge „Allvater zum freien Gedanken“ in Lahr, der freimaurerischen Forschungsloge „Quatuor Coronati“ der Vereinigten Großlogen von Deutschland (VGLvD) in Bayreuth, der Forschungsloge „Quatuor Coronati“ der Großloge von Österreich (GLvÖ) in Wien, im Correspondence Circle der „Quatuor Coronati“ der Vereinigten Großloge von England (UGLoE) in London, in der Sociéte Européenne d’Études et de Recherches Écossaises aisbl / European Scottish Rite Research Society aisbl – Bruxelles / Brüssel, im Australian and New Zealand Masonic Research Council (Canberra, ACT, Australia) und im wissenschaftlichen „Netzwerk Freimaurerforschung“. Für die Forschungsloge Quatuor Coronati, welche direkt den „Vereinigten Großlogen von Deutschland“ unterstellt ist, lektorierte Herden u. a. 2012–2015 die deutsche freimaurerische Forschungszeitschrift „TAU“ (Bayreuth). 2016–2018 übernahm er die Redaktion des deutschen Jahrbuches für Freimaurerforschung (Bayreuth). Seit Mai 2023 ist Herden „associate fellow“ der „Royal Historical Society“ in London.

## Publikationen (Auswahl)
Freimaurerei
- La franc-maçonnerie allemande dans le Rhin Supérieur : Les Loges allemandes à Strasbourg de 1871 à 1918 – Un chapitre inconnu des relations franco-allemandes. In: Kilwinning – Revue of the European Scottish Rite Research Society aisbl / Revue de la Sociéte Européenne d’Études et de Recherches Écossaises aisbl. Volume 15 / 2023, pages 29-52. Paris 2023, ISBN 978-2-37445-334-7.
- Heinrich Kraft: Ein für den Frieden in Europa engagierter Arzt und Freimaurer. In: 43./2023 Quatuor Coronati Berichte – Wiener Jahrbuch für historische Freimaurerforschung. Herausgegeben von der Forschungsgesellschaft Quatuor Coronati in Wien. S. 265-326. Redaktion Marcus G. Patka und Bernhard Martin. Salier Verlag, Leipzig 2023, ISBN 978-3-96285-036-4.
- La première Rencontre des Francs-Maçons au Col de La Schlucht (1907) et extraits de son historique. Annuaire de la Société d’Histoire du Val et de de la Ville de Munster 2022, Tome LXXVI (26). ISSN 1146-7363 / ISBN 978-2-911993-46-6. F-68140 Munster (France) 2022, Pages 67-80. =  Kilwinning – Revue of the European Scottish Rite Research Society aisbl / Revue de la Sociéte Européenne d’Études et de Recherches Écossaises aisbl. Volume 17 / 2025, pages 61-82. Paris 2025, ISBN 978-2-959916311. Deutsch: Die I. Internationale Freimaurer-Manifestation 1907 auf dem Col de la Schlucht und etwas aus ihrer Vorgeschichte. In: Wo kommen wir her - wo wollen wir hin? Quatuor Coronati - Jahrbuch für Freimaurerforschung 60/2023. Herausgegeben von der Forschungsloge Quatuor Coronati in Bayreuth. S. 165-185. ISBN 978-3-96285-063-0. Englisch: The First ‘Manifestation’ of Freemasons at the Col de la Schlucht (1907) by Bro. Ralf Bernd Herden; In: Ars Quatuor Coronatorum. The Transactions of the Quatuor Coronati Lodge No. 2076 (UGLoE). Volume 136 (2023). Edited by John S. Wade, PhD, Quatuor Coronati Lodge London, Great Queen Street, ISBN 978 0853186519.
- Der badische Sozialdemokrat Rolf Gustav Haebler, der Freimaurerbund zur aufgehenden Sonne (FzaS) und Aspekte der Freimaurerei nicht nur in Baden-Baden. In: Zeitenwende: Freimaurerei und Nationalismus. Quatuor Coronati Jahrbuch für Freimaurerforschung Nr. 59/2022. Herausgegeben von der Forschungsloge Quatuor Coronati in Bayreuth. S. 126–139. ISBN 978-3-96285-055-5. Mit Ergänzungen: Die Ortenau. Jahrbuch des Historischen Vereins für Mittelbaden in Offenburg. Jahrgang 2023, S. 287-300. Ferner : Hierzuland – Das Regio-Magazin von Rhein, Neckar und Main. Dort S. 28 – 34.  Herausgegeben vom Arbeitskreis Heimatpflege im Regierungspräsidium Karlsruhe.40. Jahrgang 2025. Verlag Lindemann in Bretten, ISSN 0930-4878.Englische Version bei der australischen Forschungsloge „Linford Research Lodge“.[5]
- Wie stark ist die Gemeinschaft – Zur Situation der Brüder in Krisenzeiten. In: Humanität (ISSN 0721-8990 K 3923) 5/2022, S. 27. Englisch: How strong is the community! On the situation of brothers in times of crisis – Linford Research Lodge (Australia) (linfordresearch.info PDF)
- Besinnung auf Schöpfung, Miteinander und das eigene Selbst - Zeichnung zum Sommerjohanni. In: Humanität (ISSN 0721-8990 K 3923) 3/2024, S. 31 ff.
- Vereinigte Brüder – Oder nicht? Aber doch! Zur Geschichte der Logen am Oberrhein. In: Humanität (ISSN 0721-8990 K 3923) 6/2014, S. 10 ff.
- Die Freimaurerei und die Wurzeln und Ursprünge des humanitären Kriegsvölkerrechts. In: Baustellen der Freimaurerei. Quatuor Coronati Jahrbuch für Freimaurerforschung. Nr. 57–58/2020–2021. Herausgegeben von der Forschungsloge Quatuor Coronati in Bayreuth. ISBN 978-3-96285-038-8.
- Horace Greeley Hjalmar Schacht: A Brother freemason and the third Reich. In: HARASHIM, The quarterly magazine of the Australian and New Zealand Masonic Research Council. https://www.anzmrc.org/ Editor Neil Wynes Morse (Farrer, ACT, Australia). No. 92: September 2021, ISSN 1328-2735.
- Zum Lebensweg von Hitlers Wirtschaftsminister Hjalmar Schacht. In: 40./2020 Quatuor Coronati Berichte – Wiener Jahrbuch für historische Freimaurerforschung. Herausgegeben von der Forschungsgesellschaft Quatuor Coronati in Wien. Redaktion Marcus G. Patka und Alfred Stalzer. Salier Verlag, Leipzig 2020, ISBN 978-3-96285-036-4.
- Ein Freimaurer und die Nürnberger Rassegesetze: Dr. Bernhard Lösener. In: TAU I/2020 (46. Jahrgang), S. 55–64. Zeitschrift der Forschungsloge Quatuor Coronati in Bayreuth. Salier Verlag, Leipzig 2020.
- Die Brüder Schneider: Gewesene Freimaurer, furchtbare Propagandisten, wendige Juristen, Opfer ihrer Zeit? In: Konzepte - Metaphern - Symbole. Quatuor Coronati Jahrbuch für Freimaurerforschung. Nr. 56/2019. Herausgegeben von der Forschungsloge Quatuor Coronati in Bayreuth. ISBN 978-3-96285-030-2.
- Großorient von Baden und Badischer Landeslogenverein von der Gründung 1806 zum Freimaurerverbot 1813. In: 39./2019 Quatuor Coronati Berichte – Wiener Jahrbuch für historische Freimaurerforschung. Herausgegeben von der Forschungsgesellschaft Quatuor Coronati in Wien. Redaktion Marcus G. Patka und Alfred Stalzer. S. 359–374. Salier Verlag, Leipzig 2019, ISBN 978-3-96285-029-6.
- A German Middle State: The Grand Duchy of Baden - State, Politics and Masonry. In: Ars Quatuor Coronatorum. The Transactions of the Quatuor Coronati Lodge No. 2076 (UGLoE). Volume 131 (2018), p. 358–361. Edited by John S. Wade, PhD, Quatuor Coronati Lodge London, Great Queen Street, ISBN 978-1-905318-98-8.
- Goethe als Student in Straßburg. In: Kilwinning – Revue of the European Scottish Rite Research Society aisbl / Revue de la Sociéte Européenne d’Études et de Recherches Écossaises aisbl. Volume 11/2019. Bruxelles / Brüssel 2019, ISBN 978-2-37445-224-1.
- Markgrafschaft und Großherzogtum Baden 1780–1820. Staat, Politik und Freimaurerei. In: Aus Geschichte Lernen – Mahnungen und Anregungen. Quatuor Coronati Jahrbuch für Freimaurerforschung Nr. 52/2015. ISSN 0171-1199. Herausgegeben von der Forschungsloge Quatuor Coronati in Bayreuth.

Recht und Verwaltung
- Helmut Weihenmaier: Vom NS-Kreishauptmann in Polen zum Landrat im Schwarzwald.[6] Kohlhammer-Verlag Stuttgart 2024, 240 Seiten gebunden, ISBN 978-3-17-044973-2
- als Co-Autor: Deutscher Erbrechtskommentar. Carl Heymanns Verlag, ISBN 3-452-24781-3.
- Risiko ist Alltag – Auch aus der Geschichte lernen für die alltägliche Sorge um die zukunftssichere Resilienz kritischer Infrastrukturen und den Schutz der Bevölkerung. In: Moderne Verwaltung und gesellschaftliche Entwicklung - Interdisziplinäre Perspektiven für angewandte Lehre, Weiterbildung und Forschung. Dort S. 185-202. Festschrift zum 50-jährigen Bestehen der Hochschule für öffentliche Verwaltung Kehl. Herausgegeben von Rektor Prof. Dr. Joachim Beck, Dekan Prof. Dr. Jörg Henkes und Dekan Prof. Dr. Patrick Terry. Nomos Verlagsgesellschaft Baden-Baden, 2024, ISBN 978-3-7560-1413-2
- Geltendes Recht aus der Zeit vor dem badischen Landrecht: Altrechtliches Miteigentum ohne Bruchteile. In: Klartext 02/22. Herausgegeben von der Hochschule für öffentliche Verwaltung Kehl / dem Verein der Freunde der Hochschule Kehl e. V. Redaktion: Rektor Prof. Dr. Joachim Beck und Renée Arnold. ISSN 0943-7193, Kehl 2022, S. 30
- Risiko ist Alltag: Menschen und Kommunen müssen besser auf den Notfall vorbereitet werden. In: Klartext 01/23. Herausgegeben von der Hochschule für öffentliche Verwaltung Kehl / dem Verein der Freunde der Hochschule Kehl e. V. Redaktion: Rektor Prof. Dr. Joachim Beck und Renée Arnold. ISSN 0943-7193, Kehl 2023, S. 20
- Nachhaltigkeit in Naturschutz und Landschaftspflege. In: Kegelmann/Martens (Hrsg.): Kommunale Nachhaltigkeit – Jubiläumsband zum 40-jährigen Bestehen der Hochschule Kehl und des Ortenaukreises. Nomos, Baden-Baden 2013, ISBN 978-3-8487-0176-6, S. 120–129.
- Und das Gesetz nur kann uns Freiheit geben. In: TAU I/2021 (47. Jahrgang), S. 108-110. Zeitschrift der Forschungsloge Quatuor Coronati in Bayreuth. Salier Verlag, Leipzig 2021
- Der Kleingarten - Gesellschaftspolitische Verpflichtung für Gegenwart und Zukunft. Herausgegeben vom Landesverband der Gartenfreunde Baden-Württemberg e. V. in Stuttgart. Druck + Verlagsgesellschaft Südwest mbH, Karlsruhe 2023. ISBN 978-3-9818823-7-7.
- Hochschul-Curriculum Gefahrenabwehr im Zivil- und Bevölkerungsschutz. (Herausgeber und Mitautor) ISSN 0937-1982 Band 2006/1

Sonstiges
- Die ersten 100 Jahre: Von der Preußischen zur Deutschen Gartenbau-Gesellschaft. In: Deutsche Gartenbau-Gesellschaft: 200 Jahre Förderung der Gartenkultur in Deutschland. Herausgegeben von Prof. Dr. Klaus Neumann. S. 25–40. Verlag Eugen Ulmer, Stuttgart-Hohenheim 2022.[7]
- mit Klaus Neumann: Deutsche Gartenbaugesellschaft 1822 im 200. Gründungsjahr – Engagement für Natur und Landschaft, für Gärten und Gartenkultur. In: Stadt und Grün. Fachzeitschrift für Landschafts- und Freiraumplanung. Heft 1/2022, S. 46–51.
- Schwarzwälder Heimatgeschichten – Von Kniebis, Wolf und Kinzig. Verlag Moritz Schauenburg in Lahr, ISBN 3-7946-0457-1.
- Prof. Dr. Heinrich Kraft, Chefarzt in Bad Rippoldsau: Ein Wanderer zwischen den Welten. In: Die Ortenau. Jahrbuch des Historischen Vereins für Mittelbaden in Offenburg. Jahrgang 2022, S. 365–378
- Irma Goeringer – die vergessene Literatin von Bad Rippoldsau. In: Die Ortenau. Jahrbuch des Historischen Vereins für Mittelbaden in Offenburg. Jahrgang 2013, S. 195–216.

## Ehrungen
- 1994: Ehrenmedaille der Stadt La Tranche-sur-Mer
- 1999: Ehrenmedaille des Generalrats des Departements Vendée
- 2000: Helferzeichen in Gold der Bundesanstalt Technisches Hilfswerk
- 2000: Ritter des „Ordens vom Heiligen Geist am Blauen Band“ – „Cordon Bleu du Saint Esprit“ (CBdSE)
- 2006: Auszeichnungsspange für fünfzehnjährigen ehrenamtlichen Dienst im Deutschen Roten Kreuz
- 2007: Ehrenmedaille des Kreisfeuerwehrverbandes Freudenstadt
- Ehrennadel in Silber der Arbeiterwohlfahrt
- Europa-Medaille des Zentralverbandes der Familiengärtner-Vereine in Basel
- Ehrennadel in Silber des Bezirksverbandes der Gartenfreunde Mittelbaden
- Ehrennadel in Silber der SPD
- Kaiserin-Königin Zita-Kreuz
- Kommandeurkreuz in Gold mit Lilie CBdSE
- Kapitelratskreuz CBdSE